# Pilotrichum squarrosum
Pilotrichum squarrosum là một loài rêu trong họ Pilotrichaceae. Loài này được (Hook. ex Harv.) Müll. Hal. mô tả khoa học đầu tiên năm 1850.